# You Got Served
You got served är en amerikansk film från 2004 i regi av Christopher B. Stokes, med Omarion Grandberry och Marques Houston i huvudrollerna.

## Handling
David och Elgin tävlar med sin streetdancegrupp mot andra grupper i Los Angeles. De blir utmanade av en grupp från andra sidan stan, och den här gången står mycket pengar på spel. De ser chansen att förverkliga sin dröm om att starta en inspelningsstudio. 

## Mottagande
Filmen sågades i Sverige av bland andra SvD och Aftonbladet. 